# James Michael Curley
James Michael Curley (20 de noviembre de 1874 – † 12 de noviembre de  1958) fue un político estadounidense demócrata alcalde de Boston en  Massachusetts durante cuatro mandatos, y gobernador de Massachusetts.
Durante dos legislaturas fue miembro de la Cámara de Representantes de los Estados Unidos.
Personaje popular en Boston, en particular entre los  irlandeses.
Durante su cuarto y último mandato como alcalde de Boston, por un delito grave fue ingresado en la cárcel de Danbury.

## Biografía
Su padre, Michael Curley, proviene de  Oughterard, en el Condado de Galway.
A los catorce años de edad se instaló en Roxbury, un barrio de inmigrantes irlandeses en Boston, donde conoció a su paisana Sarah Clancy.
James Michael Curley fue el segundo hijo fruto de su matrimonio.
Fallece su padre cuando James Michael contaba  con  10 años de edad. Su joven viuda para mantener a sus hijos tiene que limpiar oficinas e iglesias. James  fue seducido por el submundo de la delincuencia político-irlandesa.
Su madre  intenta apartarle de esta mala vida.
El ejemplo de su madre le inculca los valores de trabajo,  contrapuesto al ambiente de delincuencia  que se vive en  el barrio. Curley se embarcó en la carrera en la política para buscar  la mejora de la condición de  los pobres.
Inicia su actividad en el municipio siendo elegido miembro del parlamento local (Massachusetts House of Representatives) (1902–1903).